# Fakher Gafsi
Fakher Gafsi, né le 16 juillet 1966 à Téboulba, est un avocat tunisien.
De 1987 à 1992, il est secrétaire général de l’Union générale des étudiants de Tunisie à Sousse. Durant cette période, il participe en tant que membre élu à trois congrès du syndicat étudiant (18e, 19e et 20e).
Cadre juridique au sein de la Caisse nationale de sécurité sociale entre 1994 et 1997, il est aussi secrétaire général et membre constitutif de la Ligue tunisienne pour la citoyenneté. 
Avocat à la Cour de cassation de Tunis, il est élu membre du bureau régional des avocats de Tunisie (2006-2012) puis de l’Ordre national des avocats de Tunisie en juin 2013.
Dans le contexte des élections législatives et présidentielle de 2014, il est l'avocat du parti Nidaa Tounes et de son président Béji Caïd Essebsi, avant d'être nommé gouverneur de Tunis le 22 août 2015.